# Farbalà

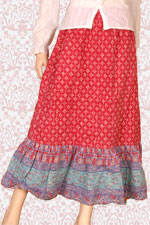
Faldilla amb volants

El farbalà és una peça de roba allargada que envolta o remata una peça, generalment una faldilla o vestit, o bé una cortina, i li dona major amplitud en la zona on se situa. Un subconjunt del farbalà és el volant, nom que es dona al farbalà frunzit que s'aplica a una peça de roba com a ornament i per a donar amplitud; s'hi cus només per la part superior, i queda penjant.
Els volants s'apliquen sobretot a peces de vestir femenines: se'n porten sobre vestits, faldilles, abrics, bruses, pantalons i fins en biquinis i banyadors. Són d'ús internacional d'ençà el segle xv. Els volants són característics dels vestits de festa, però també s'usen en peces diürnes menys formals.
A més de la decorativa, els volants tenen altres utilitats com la de dissimular la grassor i donar volum a una determinada zona del cos que es vol potenciar.

## Influència flamenca

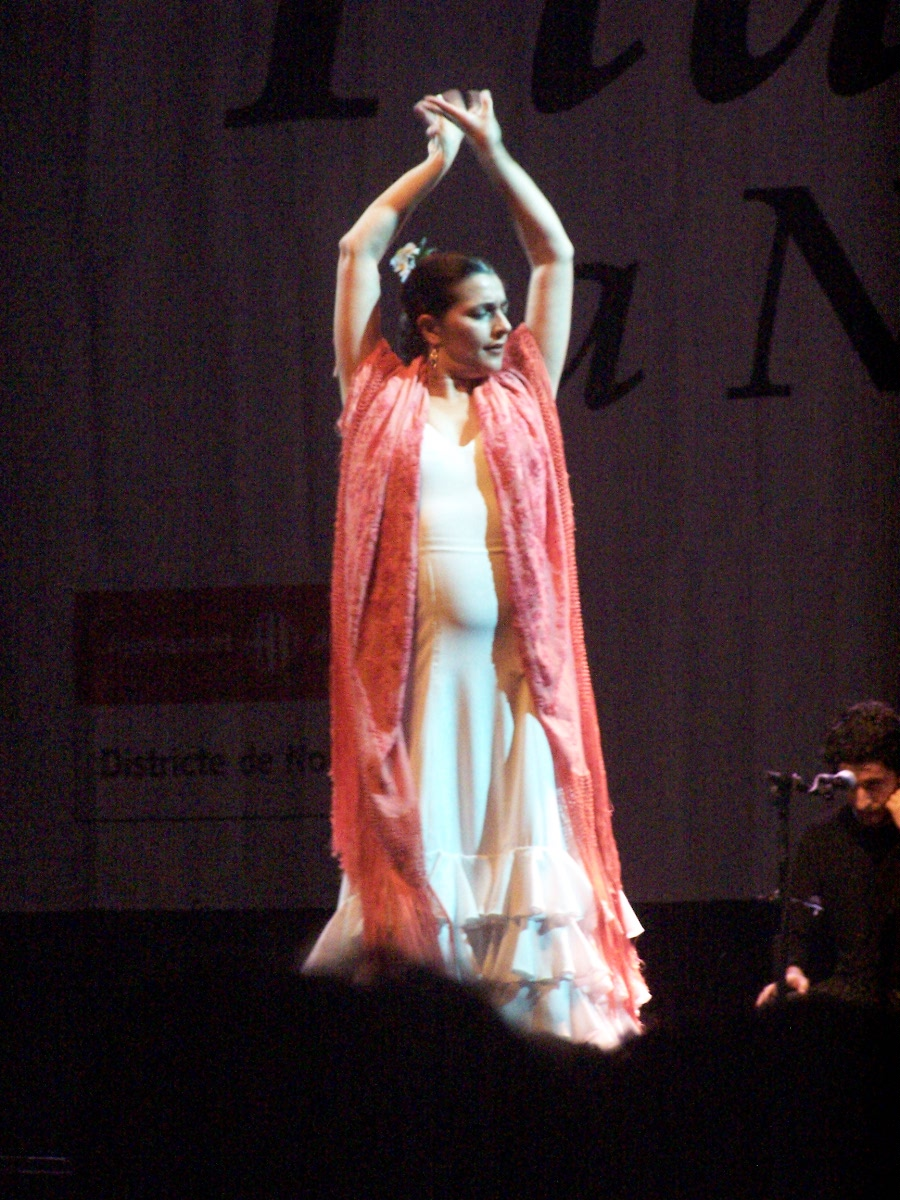
Bailaora amb vestit de flamenca

A Espanya els volants són considerats típics en estar associats al vestit de flamenca. Aquesta mena de vestit constitueix l'element més conegut i vistós del flamenc. Es tracta d'un vestit llarg i entallat que fa uns quants volants tant a la faldilla com en les mànigues. Es confeccionen en alegres colors llisos o estampats, i els més típics duen dissenys clapejats.
El look flamenc ha inspirat nombrosos dissenyadors, tant espanyols com d'altres països, per al disseny de vestits, bruses i pantalons amb volants. Entre els primers destaquen Vitorio & Lucchino, i entre els segons John Galliano, Valentino i Tom Ford.
Emperò, l'ús de volants en peces de moda no obeeix necessàriament a la influència del vestit de flamenca, sinó, sobretot, a la continuïtat d'un ús internacional ja multisecular, engegat en la moda anglesa.